# António Alves de Oliveira
António Alves de Oliveira CvTE • OA • ComA (Funchal, São Pedro, 21 de Setembro de 1863 - Lisboa, São José, 6 de Janeiro de 1946) foi um militar e administrador colonial português.

## Família
Filho de João Fortunato de Oliveira e de sua mulher Cristina de Freitas.

## Biografia
Bacharel formado em Medicina pela Faculdade de Medicina da Universidade de Coimbra, Capitão de Mar e Guerra da Armada Real, Cavaleiro da Ordem Militar da Torre e Espada, do Valor, Lealdade e Mérito, Oficial e Comendador, por serviços distintos, da Ordem Militar de Avis, Governador da Guiné, tendo feito quase todas as Campanhas de África.

## Casamento e descendência
Casou em Lisboa, Coração de Jesus, 30 de Novembro de 1895 com Eugénia Paim de Ornelas Bruges (Lisboa, São Sebastião da Pedreira, 11 de Novembro de 1872 - Lisboa, São José, 13 de Setembro de 1930), neta paterna do 2.º Conde da Praia da Vitória e 2.º Visconde de Bruges, com geração.